# Flisa bro

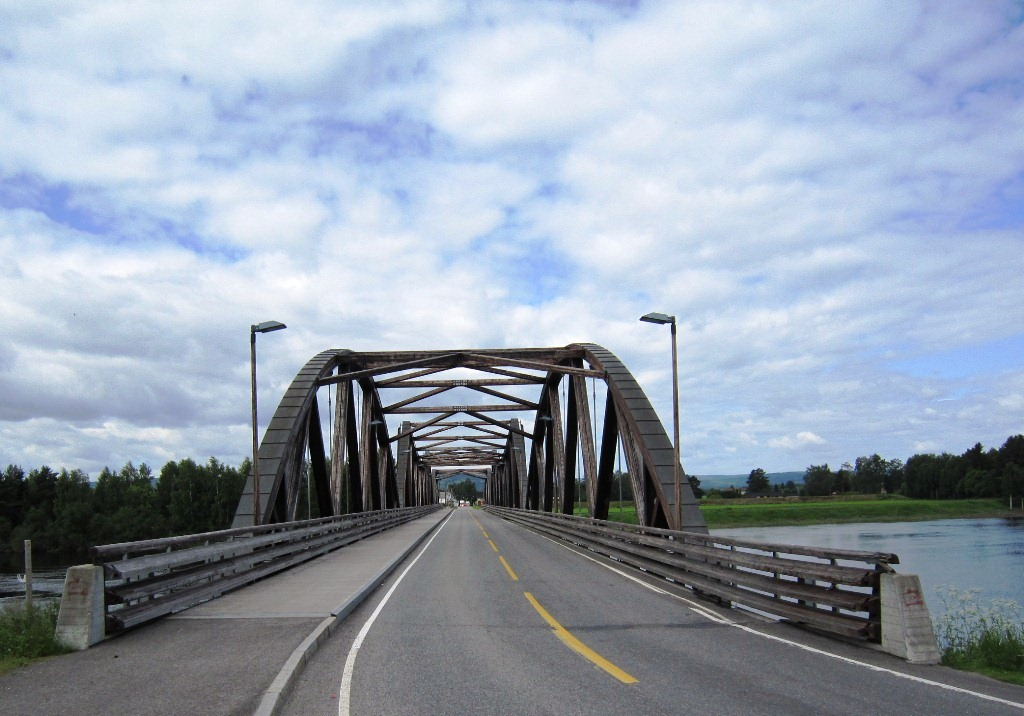
Fylkesvei 206 och Flisa bru

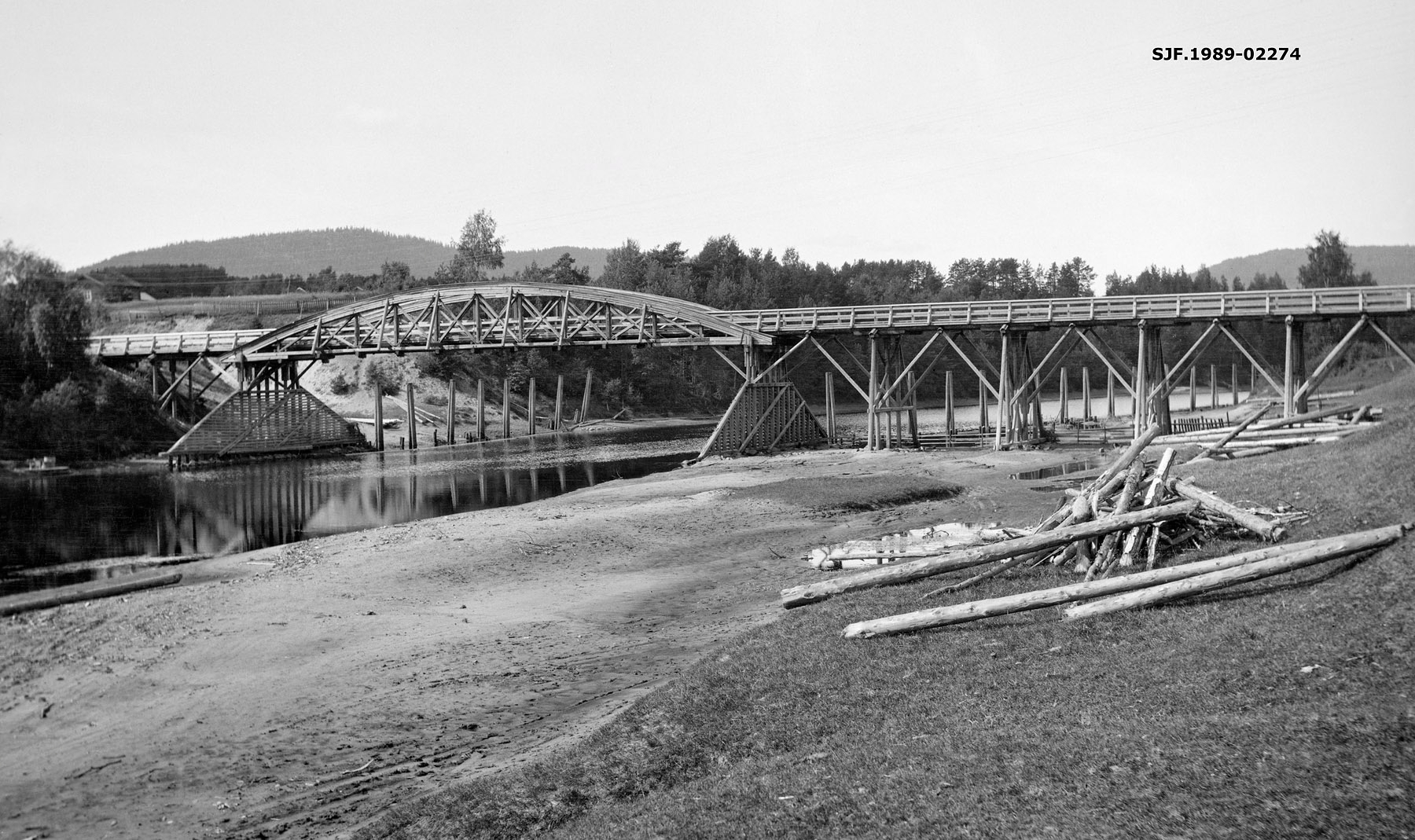
Den gamla bron över Glomma i Flisa

Flisa bru är en norsk vägbro i trä på fylkesvei 206 över Glomma vid Flisa i Åsnes kommun i Innlandet. Den nuvarande bron öppnades för trafik i juni 2003 och ersatte då en tidigare stålbro från 1912. Den nya bron byggdes av Moelven Industrier ASA och placerades på den gamla brons pelare. Den är en fackverksbro med tre brospann, varav det längsta är på 70,3 meter. Brons totala längd är 197 meter och var världens längsta träbro då den byggdes. Seglingshöjden är omkring fem meter.